# Una canzone per noi
Una canzone per noi è un singolo della cantautrice italiana Nathalie, pubblicato il 10 maggio 2023, primo estratto che anticipa il disco Freemotion realizzato tramite crowdfunding e autoproduzione sostenibile.

## Il brano
Come i successivi brani è stato inciso in un camper attrezzato come studio di registrazione ma è stato scritto durante il lockdown per il COVID-19 del 2020. La canzone è stata realizzata sia in italiano che in inglese. durante l'arco di tre anni, in un camper attrezzato come studio di registrazione ecosostenibile. Nathalie ha utilizzato come strumento un guitalele che compare anche nel videoclip.

## Videoclip
Il videoclip è stato pubblicato sul canale ufficiale YouTube, in doppia versione, italiana e inglese, ideato da Nathalie e diretto da Francesco D'Aloi. Le persone che compaiono nel video sono musicisti e alcuni fan della cantautrice tra coloro che hanno partecipato alla raccolta di crowdfunding per la realizzazione fisica dell'album. Una canzone per noi ha ricevuto il Premio Roma Videoclip "Special Award".

## Tracce
- Download digitale

1. Una canzone per noi – 3:40
2. A Song for Us – 3:40